# Sid Daniels
Sid Daniels, född Sidney Edward Daniels 19 november 1893 i Portsmouth, England, död 25 maj 1983 i samma stad, var en brittisk sjöman. Han var anställd som steward i tredje klass ombord på RMS Titanic, och överlevde dess förlisning den 14-15 april 1912. Daniels som vid tidpunkten var 18 år gammal var när han dog 1983 den sista överlevande besättningsmannen från fartyget. Många passagerare levde dock fortfarande vid tillfället. Bara två år senare återfanns vraket av fartyget.
Daniels började arbeta på RMS Olympic 1911 innan han 1912 flyttades över till Titanic på dess jungfrufärd från Southampton till New York. Daniles berättade att han blev väckt av en besättningsman natten den 14-15 april och ombedd att komma upp på däck med livbältet på. Fartyget hade gått på ett isberg och sjönk nu sakta allt mer. Han fick order om att få upp så många kvinnor och barn han kunde på däck och hjälpa dem till livbåtarna. Till slut återstod en hopfällbar båt nära kommandobryggan som Daniels tillsammans med flera andra besättningsmän desperat försökte sjösätta. Han blev till slut tvungen att hoppa i den iskalla Atlanten och efter att ha simmat en stund nådde han fram till livbåt B, en hopfällbar livbåt som hamnat i havet upp och nedvänd. Daniels höll fast vid båten tillsammans med ett tjugotal andra personer. Under natten sade han till en man att han kände sig trött och behövde sova, men mannen hindrade honom från det och när Daniels senare tänkte tillbaka på det hela förstod han att han antagligen hade dött till följd av hypotermi om han somnat. 
Mot morgonen plockades de upp av två andra livbåtar och blev slutligen räddade upp på fartyget RMS Carpathia.
Sid Daniles barn berättade 2012 att han under lång tid inte kunde tala om händelsen och att han plågats av mardrömmar om förlisningen, men att han på äldre dagar öppnade upp och berättade mer om sina upplevelser.

## Fotnoter
1. ↑  https://www.mirror.co.uk/news/uk-news/our-dad-the-titanic-hero-sid-the-teenage-785595